# Meu Pedacinho de Chão
Meu Pedacinho de Chão é uma telenovela brasileira, coproduzida e exibida simultaneamente pela TV Globo e pela TV Cultura de 16 de agosto de 1971 a 6 de maio de 1972, em 185 capítulos. Foi a 1ª "novela das seis" exibida pela TV Globo, sendo sucedida por Bicho do Mato.
Escrita por Benedito Ruy Barbosa, com a colaboração de Teixeira Filho, contou com a direção geral e de núcleo de Dionísio Azevedo. Foi reapresentada pela TVE Brasil em 1977.

## Enredo
A trama conta a história da professora Juliana, que chega à fictícia vila de Santa Fé para lecionar para crianças e se depara com um povo humilde e acuado com os desmandos do coronel Epaminondas, um homem arrogante que resolve tudo com gritos e armas, e que dita as regras na região. A professora conhece o amor altruísta do peão Zelão, sempre disposto a protegê-la do assédio de Fernando, filho do coronel, um playboy mau-caráter que voltou da capital, onde gastou todo o dinheiro que o pai lhe mandara para os estudos. Em meio à guerra que se forma no vilarejo, as crianças Pituca, Serelepe e Tuim vivem suas aventuras em um mundo à parte, longe das preocupações e interesses dos adultos. A menina Pituca é Liliane, filha mais nova do coronel Epaminondas. E os meninos Serelepe e Tuim são agregados na fazenda, e, por essa razão, o coronel não vê com bons olhos a amizade pura entre sua filha e os dois garotos.

## Elenco
| Ator                  | Personagem                         |
| --------------------- | ---------------------------------- |
| Renée de Vielmond     | Juliana Alves                      |
| Maurício do Valle     | José Aparecido Menezes (Zelão)     |
| Ênio Carvalho         | Fernando Napoleão                  |
| Castro Gonzaga        | Epaminondas Napoleão (Coronel Epa) |
| Cacilda Lanuza        | Maria Helena Napoleão              |
| Janete Pires          | Regina Falcão (Gina)               |
| Patrícia Aires        | Liliane Napoleão (Pituca)          |
| Ayres Pinto           | Pedro das Antas (Serelepe)         |
| Pelezinho             | Renato da Silva (Tuim)             |
| Renato Consorte       | Giácomo Brunneto                   |
| Leonor Lambertini     | Joana Menezes (Mãe Benta)          |
| Dionísio Azevedo      | Furgêncio Falcão                   |
| Maria Aparecida Alves | Tereza Falcão (Dona Tê)            |
| Canarinho             | Rodapé Tiradentes da Silva (Roda)  |
| Hemílcio Fróes        | Prefeito das Antas                 |
| Carlos Castilho       | Janjão Escavadeira                 |
| Nilson Condé          | Renato Batista Júnior              |
| Marilena de Carvalho  | Amância                            |
| Percy Aires           | Padre Santo                        |
| Luís Carlos Arutim    | Geléia                             |
| Sílvia Leblon         | Milita                             |
| Claudinho Cunha       | Piteco                             |
| Flora Geni            | Romária                            |
| Isaac Bardavid        | Jorjão                             |
| Cleston Teixeira      | Sérgio                             |
| Xandó Batista         | Pedro Galvão                       |
| Jorge Cherques        | Xanguana                           |
| Edmundo José Nogueira | Quintino                           |
| Dalmo Ferreira        |                                    |
| Maria Lígia           |                                    |
| Mário Guimarães       |                                    |
| Wladimir Nikolaief    |                                    |

## Produção

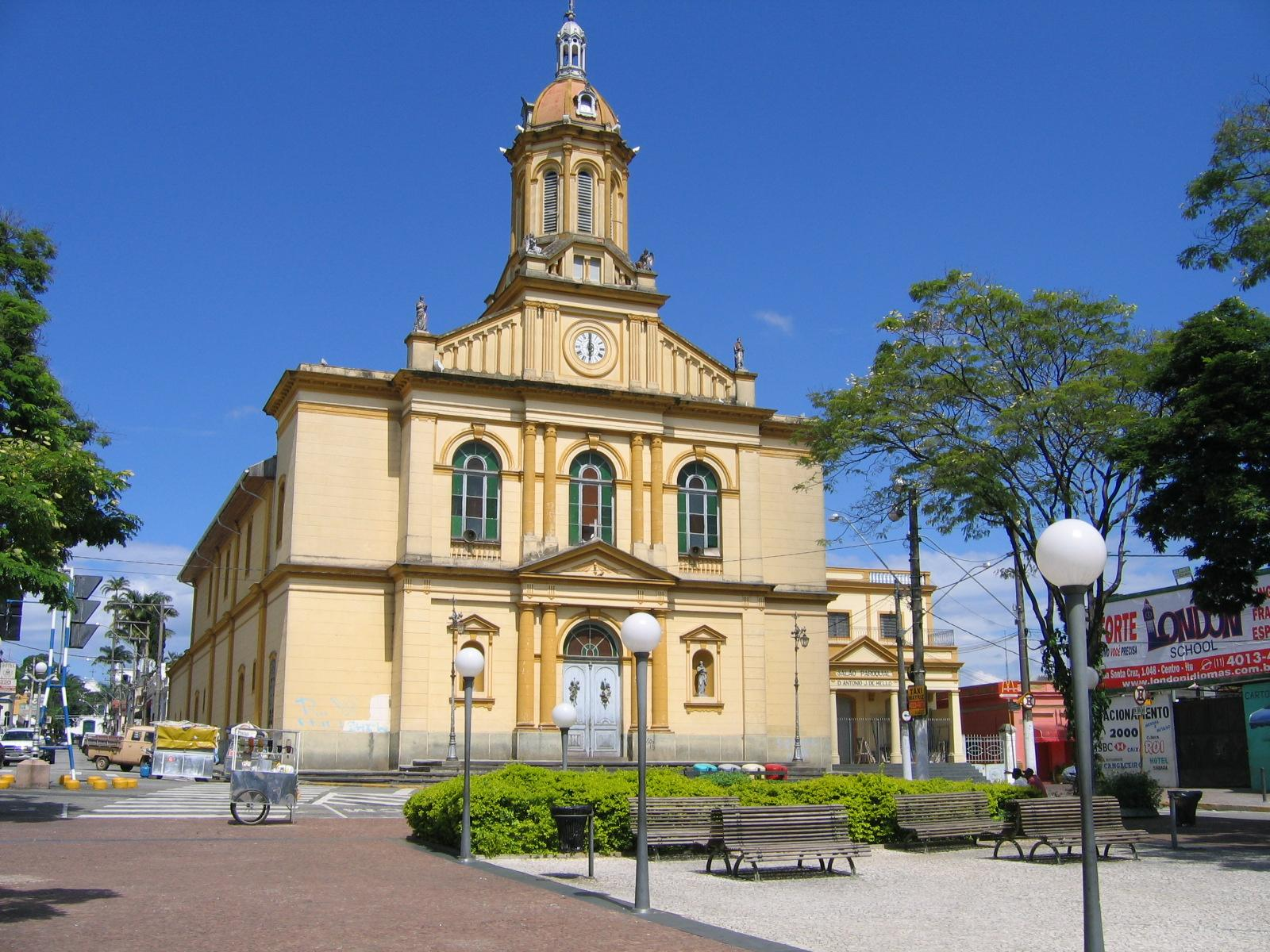
Município de Itu, o cenário principal da trama.

A produção foi realizada pela TV Cultura, da Fundação Padre Anchieta, gravada em seus estúdios, localizados na Água Branca, na cidade de São Paulo. Grande parte de suas cenas externas foram gravadas em duas fazendas do município de Itu, interior de São Paulo. Ao assumir o governo do estado, Laudo Natel convidou Benedito Ruy Barbosa para exercer o cargo de assessor especial do governo na presidência da TV Cultura. Assim, Benedito teve a oportunidade de escrever essa novela rural e educativa. Benedito declarou: "A proposta de Pedacinho foi mostrar o problema do homem do campo, ensiná-lo sobre as doenças (tracoma, tétano, verminose), levá-lo para uma sala de aula, dar-lhe melhores condições de higiene e, ao mesmo tempo, mostrar o interesse das classes patronais (fazendeiros e autoridades) pelo camponês analfabeto, sem questionar nunca sua miséria e seus problemas. 
Segundo Benedito Ruy Barbosa, como aquele foi o período de desenvolvimento do Movimento Brasileiro de Alfabetização (Mobral), ele tentou com a novela, ajudar esse projeto de ensino no qual, na época, acreditava. Ele chegou a escrever cinco capítulos num dia, datilografando em sua antiga máquina de escrever. Na época o país estava sob o regime da ditadura militar e segundo o autor, a novela enfrentou problemas com a censura, quanto à cena em que um personagem tocava violão e cantava o Hino Nacional Brasileiro para os caboclos. Depois disso, um aluno cantava o hino da escola, tendo a bandeira do Brasil estendida sobre a mesa. A censura cortou essas cenas, alegando que "o hino brasileiro não podia ser cantado naquele ambiente, e que a bandeira só podia aparecer em cenas especiais". O projeto para a novela veio de uma pesquisa de marketing que apontou o formato de telenovela como a melhor forma de atingir o grande público.
A história era um drama rural e transmitia ensinamentos úteis aos trabalhadores e à população do campo. Os autores contavam com informações fornecidas pelas secretarias municipais de Agricultura e Saúde para escrever sobre vacinação, desidratação infantil, higiene e técnicas agrícolas. Com o desenvolvimento do Mobral, na época a novela também abordou o problema do analfabetismo no campo, levando personagens adultos às salas de aula. A menina Patrícia Aires (filha do ator Percy Aires, que também estava no elenco), vinha do sucesso da novela A Pequena Órfã, produzida em 1968 pela TV Excelsior.
Em 1983, Benedito Ruy Barbosa usou alguns personagens de Meu Pedacinho de Chão para estrelar sua novela Voltei pra Você. As crianças Serelepe, Pituca e Tuim (Aires Pinto, Patrícia Aires e Pelezinho) reapareciam adultos, vividos por Paulo Castelli, Cristina Mullins e Cosme dos Santos, respectivamente.

## Exibição
Por diferentes razões, ambas as emissoras coprodutoras não possuem em seus arquivos a mídia original dos 185 capítulos. Enquanto a TV Globo possui apenas o primeiro capítulo em seu acervo (enquanto os demais capítulos foram perdidos no incêndio do acervo em 1976), a TV Cultura mantém um número desconhecido de capítulos em seus acervos em estado de preservação também desconhecidos (por questões econômicas, além do mau estado de preservação, as fitas do acervo da emissora pública não encontra-se digitalizado). 
Enquanto colecionadores particulares possuem número capítulos preservados e arquivados. Como o pesquisador Gabriel Yudenich que possui ao menos sete episódios, incluindo o primeiro e o último, de número 185..

### Reprises
A novela começou a ser reprisada na faixa da tarde enquanto estava  no ar entre 24 de agosto de 1971 a 17 de maio de 1972 substituindo A Pequena Órfã e sendo substituída por O Primeiro Amor.
Foi reprisada pela TVE em 1977.

## Remake
Em 2014 a TV Globo realizou uma nova versão da telenovela sob o mesmo título no horário das 18 horas da emissora. O autor da original, Benedito Ruy Barbosa assinou o remake, com co-autoria de Edilene e Marcos Barbosa. A trama estreou em 7 de abril de 2014, substituindo Joia Rara. O elenco contava com nomes como Bruna Linzmeyer, Irandhir Santos, Johnny Massaro, Juliana Paes, Osmar Prado, Rodrigo Lombardi, Antônio Fagundes, Bruno Fagundes, Inês Peixoto e Emiliano Queiroz, mais reduzido e com os figurinos e cenários mais fictícios para dar o sentido literal da obra, não relacionados à realidade.

## Trilha sonora
1. "Meu Pedacinho de Chão" (Cleston Teixeira) - Cleston Teixeira
2. "Tema da Professorinha" (Carlos Castilho e Cleston Teixeira - Cleston Teixeira
3. "Canto de Amor de Juliana" (Cleston Teixeira e Teixeira Filho) - Wilson Miranda
4. "Tema do Zelão" (Cleston Teixeira e Teixeira Filho) - José Milton

Compacto duplo gravado e lançado pela RCA Victor, direção musical de Carlos Castilho.